# Tortworth Court
Tortworth Court est un manoir victorien situé à Tortworth, près de Thornbury, dans le sud du Gloucestershire, Angleterre. Il est construit dans le style Tudor pour Henry Reynolds-Moreton (2e comte de Ducie). Il s'agit d'un bâtiment classé Grade II* .

## Histoire
Le manoir est construit, dans le style Tudor, pour le 2e comte de Ducie entre 1848 et 1853. Son architecte est Samuel Sanders Teulon .
Pendant la Seconde Guerre mondiale le manoir devient une base d'entraînement navale pour le codage et les signaux, sous le nom de HMS Cabbala, et un mât est érigé dans la haute salle de réception. Après la guerre, les bâtiments construits pour l'hôpital et, pendant un temps, la maison elle-même, deviennent  HM Prison Leyhill. Tortworth Court est ensuite utilisé comme école de formation pour les agents pénitentiaires .
La propriété est classée Grade II * par English Heritage le 9 juillet 1991. Dans les années 1990, cependant, il est abandonné et subit un grand incendie en 1991. Il est ensuite restauré dans son style d'origine et agrandit pour un coût réputé de 20 millions de livres sterling . En juin 2001, il ouvre ses portes en tant qu'hôtel exploité par Principal Hotel Company.

## Arboretum

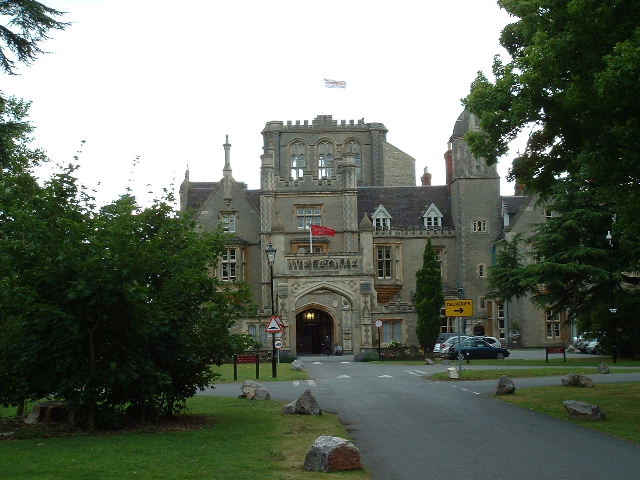
Tortworth Court, entrée

Tortworth Court est particulièrement remarquable pour son vaste arboretum développé par Henry Reynolds-Moreton (3e comte de Ducie), qui commence à planter après avoir hérité de la propriété de son père en 1853 et continue jusqu'à sa mort en 1921 . La collection a de beaux exemples de rhododendrons, de conifères, de chênes et d'érables . L'arboretum entourait autrefois la propriété et continue d'être entretenu. Accessible par un sentier public, il est maintenant divisé entre le terrain de l'hôtel, le terrain de la prison de Leyhill, le Dell qui est une propriété privée et gérée comme un bois communautaire par Tortworth Forest Centre CIC, et un terrain privé toujours détenu et exploité par la famille Ducie . Rivalisant à l'époque avec la collection de George Holford à l'arboretum voisin de Westonbirt, elle contient encore, malgré les ravages du temps, plus de 300 spécimens, dont des espèces inhabituelles et rares et de nombreux beaux spécimens d'arbres ,.
Tortworth Court donne son nom à la locomotive à vapeur de la classe Saint n ° 2955 exploitée par le Great Western Railway .